# Maria Murawska
Maria Joanna Murawska (ur. 1 marca 1959 w Chełmnie) – pianistka, profesor sztuk muzycznych, rektor Akademii Muzycznej im. Feliksa Nowowiejskiego w Bydgoszczy w latach 2005–2011.

## Życiorys
Urodziła się w 1959 w Chełmnie. Ukończyła z wyróżnieniem Państwową Szkołę Muzyczną II stopnia w Bydgoszczy w klasie prof. Lidii Starniewskiej. Jej debiutem koncertowym był występ w wieku 15 lat z Orkiestrą Symfoniczną Filharmonii Pomorskiej na koncercie we Dworze Artusa w Toruniu (fortepianowy B-dur L. van Beethovena). Studiowała początkowo w poznańskiej Wyższej Szkole Muzycznej, a następnie w Akademii Muzycznej w Bydgoszczy w klasie prof. Jerzego Godziszewskiego (1978-1982).
W 1982 rozpoczęła pracę na uczelni bydgoskiej jako asystent, awansując w 1991 na stanowisko adiunkta, a od 1998 na profesora. Umiejętności pianistyczne doskonaliła poza granicami kraju na kursach pianistycznych w Weimarze, pod kierunkiem L. Hoffmana oraz na stażu w Rosyjskiej Akademii Muzyki w Moskwie, pod kierunkiem Wiery Nosiny. Od 1992 prowadziła także działalność pedagogiczną w Zespole Szkół Muzycznych im. A. Rubinsteina w Bydgoszczy. Jej uczniowie zdobywali pierwsze nagrody na konkursach i przeglądach szkół artystycznych.
Poza pedagogiką prowadzi działalność koncertową. Występuje jako solistka i kameralistka. Występowała na wielu festiwalach muzycznych (w tym na Bydgoskich Festiwalach Muzycznych) oraz recitalach w wielu miastach Polski. Grała koncerty we Włoszech, Szwecji, Niemczech, Danii, Francji, Austrii, Rosji. W 1996 dokonała nagrań archiwalnych utworów Fryderyka Chopina i Ignacego Jana Paderewskiego dla Polskiego Radia. Ulubionym jej repertuarem jest muzyka polskich kompozytorów.
W bydgoskiej Akademii Muzycznej pełniła funkcje prodziekana wydziału Instrumentalnego (od 1990), a w latach 1996–1999 była dziekanem tego Wydziału. Od 1999 była prorektorem ds. studenckich i naukowych, a w latach 2005–2011 rektorem Akademii Muzycznej. Od 2001 pełni funkcję wiceprezesa Towarzystwa Muzycznego w Bydgoszczy. Bierze aktywny udział w organizacji konkursów muzycznych, głównie pianistycznych, których uczelnia jest współorganizatorem, m.in. Międzynarodowego Konkursu Pianistycznego im. Ignacego Jana Paderewskiego.
W 2012 została odznaczona Srebrnym Medalem „Zasłużony Kulturze Gloria Artis”.